# L'Ami des bêtes
L'Ami des bêtes (Ein Heim für Tiere, littéralement Une maison pour les animaux) est une série télévisée allemande en 80 épisodes de 45 minutes, créée par Anita Mally et Gerd Oelschlegel, et diffusée entre le 23 janvier 1985 et le 19 mars 1992 sur le réseau ZDF.
En France, la série a été diffusée à partir du 18 novembre 1989 sur M6.

## Synopsis
Cette série met en scène les mésaventures du docteur Bayer, vétérinaire au grand cœur.

## Distribution
- Siegfried Wischnewski (de) : Dr Willi Bayer (29 premiers épisodes, 1985-1987)
- Hans Heinz Moser (de) : Dr Hannes Bayer (à partir du 30e épisode, 1987-1992)
- Marion Kracht : Lisa Bayer-Nenner (1985-1989)
- Michael Lesch (de) : Dr Horst Nenner (1985-1990)
- Angela Pschigode (de) : Martha
- Beate Hasenau (de) : Hanna Dudek
- Loni von Friedl : Ingrid Probst (1985-1989)
- Kristina Böhm (de) : Christina Dudek (1989-1990)
- Tobias Meister (de) : Dr Erich Dinter (1986-1992)
- Bettina Spier (de) : Stefanie Sommer (1988-1989)
- Almut Eggert : Edith Sommer (1988-1989)
- Kurt Schmidtchen (de) : Alwin Bunte (1986-1992)

## Commentaires
L'acteur principal, Siegfried Wischnewski, mourut au cours de la troisième saison de la série. Il fut remplacé par Hans Heinz Moser qui reprit le rôle en interprétant son frère, vétérinaire lui aussi.